# Prosper Auguste Dusserre
Prosper Auguste Dusserre (* 30. April 1833 in Avesnelles, Frankreich; † 30. Dezember 1897) war ein französischer Geistlicher und römisch-katholischer Erzbischof von Algier.

## Leben
Dusserre empfing am 16. Februar 1856 das Sakrament der Priesterweihe.
Am 10. August 1878 wurde er zum Bischof von Constantine in Algerien ernannt, die päpstliche Bestätigung folgte am 13. September desselben Jahres. Die Bischofsweihe spendete ihm der Erzbischof von Algier, Charles Martial Lavigerie, am 15. Dezember 1878 in der Kathedrale von Algier. Mitkonsekratoren waren Jean-Louis Robert, Bischof von Marseille, und Louis-Joseph-Marie-Ange Vigne, Bischof von Oran.
Am 13. Februar 1880 wurde Dusserre zum Koadjutorerzbischof von Algier ernannt, mit der Bestätigung am 27. Februar desselben Jahres erfolgte auch die Ernennung zum Titularerzbischof von Damascus. Das Bistum Constantine verwaltete er bis 1881 als Apostolischer Administrator.
Am 26. November 1892 wurde Dusserre mit dem Tod von Charles Martial Lavigerie dessen Nachfolger im Amt des Erzbischofs von Algier.